# Carl Georg Wenner

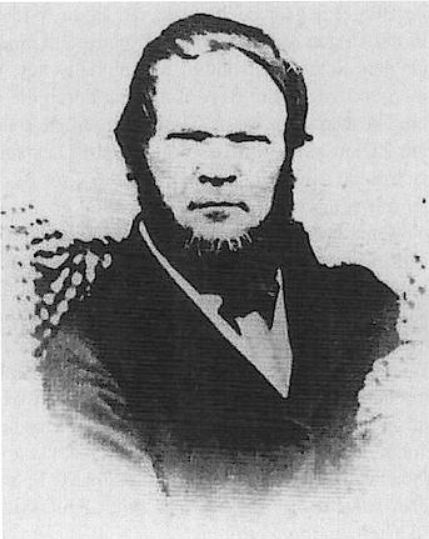
Carl Georg Wenner, zeitgenössische Fotografie

Carl Georg Wenner (* 1806 in Lörrach; † Januar 1863 ebenda) war von 1844 bis 1849 sowie von 1861 bis 1863 Bürgermeister von Lörrach.

## Leben
Carl Wenner war Sohn der Wirtsleute „Zum Wilden Mann“. Seine Schulzeit verbrachte er im Lörracher Pädagogium, dem heutigen Hebel-Gymnasium Lörrach. Nach einem längeren Aufenthalt in der Schweiz absolvierte er bei der Firma Koechlin in Lörrach eine Ausbildung und machte sich im Anschluss als Kaufmann selbstständig. Wenner interessierte sich für Politik und philosophische Literatur und wurde Ratschreiber, Stadtrechner und Wahlmann für die Abgeordnetenwahl zur Zweiten Badischen Landtagskammer. 1844 wurde er zum Bürgermeister Lörrachs gewählt. Während der Zweiten Badischen Revolution verfolgte er eine gemäßigte Politik. Den Aprilaufstand 1848 lehnte er wie die Mehrheit der Bevölkerung von Lörrach ab, am Struve-Putsch im September beteiligte er sich erst, nachdem der Versuch des Gemeinderats, Gustav Struve von seinem Unternehmen abzubringen, gescheitert war. Am 24. September 1849 nahm Wenner als Adjutant des militärischen Befehlshabers der Republikaner, Moritz Wilhelm von Löwenfels, am Gefecht um Staufen teil. Löwenfels lobte seinen Adjutanten der „selbst in den schwierigsten Augenblicken seinen von Anfang an bewährten Eifer nicht verläugnete, … .“ Nach dem verlorenen Gefecht konnte Wenner mit Löwenfels nach St. Ulrich fliehen und über Todtnau in die Schweiz entkommen.
In der Folge wurde er im Oktober 1848 seines Amtes erhoben und verhaftet. Im Mai 1849 kehrte er in sein Amt zurück und war an der Gründung des demokratischen Volksvereins in Lörrach beteiligt. In der Zeit des dritten badischen Aufstandes übernahm er für einige Wochen das Amt des Zivilkommissärs. Am 19. Mai 1849 wurde Wenner von der provisorischen Revolutionsregierung als Wahlkommissär für den Wahlbezirk V (Bezirk: Schopfheim, Lörrach, Säckingen) eingesetzt und war damit für die Durchführung der Wahl zur Badischen verfassunggebenden Versammlung von 1849 zuständig.
Nach Ende der Revolution wurde er wieder abgesetzt und zu einer langen Zuchthausstrafe verurteilt. Durch eine Revisionsverhandlung 1850 am Oberhofgericht Mannheim, heute Landgericht Mannheim, konnte er einen Freispruch erwirken. 1861 wählten ihn die Lörracher Bürger erneut zum Bürgermeister, wo er 1863 während seiner Amtszeit mit 57 Jahren verstarb. Der Revolutionsgegner Eduard Kaiser nahm in seinen Lebenserinnerungen Wenner gleichwohl in die Liste „ausgezeichnete Bürgermeister“ der Stadt Lörrach auf.

## Rezeption in der Bildenden Kunst

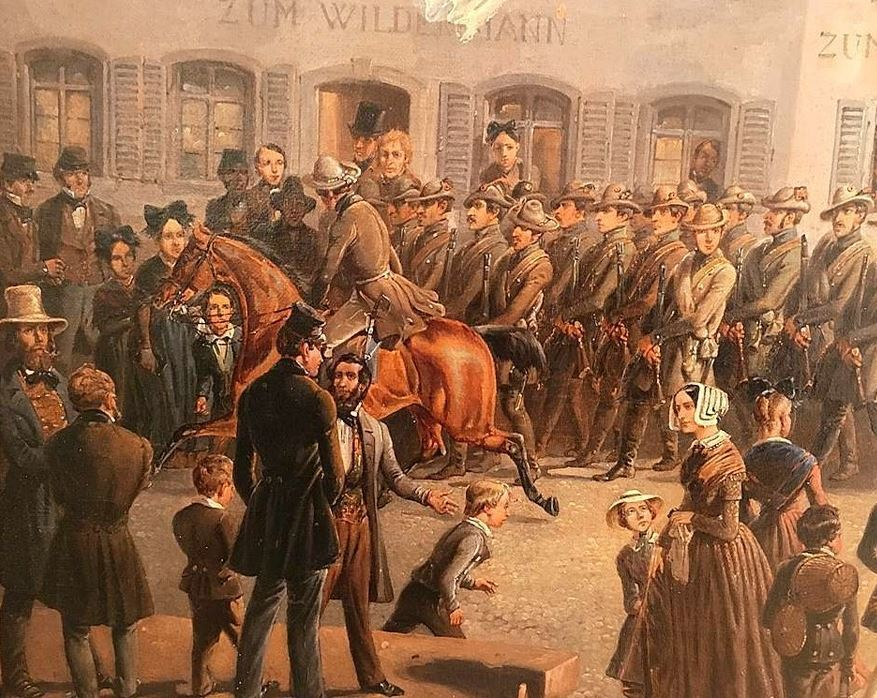
Ausschnitt aus dem Ölgemälde Einzug der Freischaaren unter Weißhaar in Lörrach

In der linken Ecke des Ölgemäldes Einzug der Freischaaren unter Weißhaar in Lörrach (20. April 1848) von Friedrich Kaiser ist Carl Wenner zusammen mit seinem wesentlich größeren Amtsnachfolger Johann Ludwig Calame am Rande des Geschehens dargestellt. Calame löste Wenner ab, der wegen seiner Beteiligung am zweiten badischen Aufstand verhaftet wurde. Wenners Ehefrau Anna Magdalena, geborene Stahl, geht mit ihrer Tochter auf die beiden zu.